# Inclusivismo
El inclusivismo es una de las diversas formas de entender la relación entre las religiones que afirma que mientras que un sistema de creencias posee la verdad absoluta, otros conjuntos de creencias son a lo menos parcialmente ciertos. Es lo opuesto al exclusivismo, que afirma que sólo una religión es correcta y las demás están erradas. Es una forma de pluralismo religioso, aunque este también puede afirmar que todos las creencias son igualmente válidas dentro del contexto particular del creyente.  
Grosso modo, hay dos escuelas inclusivistas existentes en todas las religiones:
- Inclusivismo tradicional, que sostiene que una religión determinada es absolutamente verdadera, y los creyentes de otras religiones son ciertas en la medida en que sus creencias coincidan con la primera.

- Inclusivismo relativista, que postula que un conjunto desconocido de afirmaciones es absolutamente verdadero y que ningún ser humano ha encontrado la verdad absoluta pero que todos la han reconocido parcialmente.

## Iglesia católica
La Iglesia católica, en el documento, “Lumen Gentium 16” del concilio Vaticano II, alude a la posibilidad de salvación para los musulmanes y paganos.

Pero el designio de salvación abarca también a aquellos que reconocen al Creador, entre los cuales están en primer lugar los musulmanes, que confesando profesar la fe de Abraham adoran con nosotros a un solo Dios, misericordiosos, que ha de juzgar a los hombres en el último día. Este mismo Dios tampoco está lejos de otros que entre sombras e imágenes buscan al Dios desconocido, puesto que les da a todos la vida, la inspiración y todas las cosas (cf. Act., 17,25-28), y el Salvador quiere que todos los hombres se salven (cf. 1Tim., 2,4). Pues los que inculpablemente desconocen el Evangelio de Cristo y su Iglesia, y buscan con sinceridad a Dios, y se esfuerzan bajo el influjo de la gracia en cumplir con las obras de su voluntad, conocida por el dictamen de la conciencia, pueden conseguir la salvación eterna. La divina Providencia no niega los auxilios necesarios para a salvación a los que sin culpa por su parte no llegaron todavía a un claro conocimiento de Dios y, sin embargo, se esfuerzan, ayudados por la gracia divina, en conseguir una vida recta. La Iglesia aprecia todo lo bueno y verdadero, que entre ellos se da, como preparación evangélica, y dado por quien ilumina a todos los hombres, para que al fin tenga la vida. pero con demasiada frecuencia los hombres, engañados por el maligno, se hicieron necios en sus razonamientos y trocaron la verdad de Dios por la mentira sirviendo a la criatura en lugar del Criador (cf. Rom., 1,24-25), o viviendo y muriendo sin Dios en este mundo están expuestos a una horrible desesperación. Por lo cual la Iglesia, recordando el mandato del Señor: 'Predicad el Evangelio a toda criatura' (cf. Mc., 16,16), fomenta encarecidamente las misiones para promover la gloria de Dios y la salvación de todos

## Protestantismo
Esta misma creencia fue proclamada por los protestantes de antaño en varios documentos.
“Dios puede iluminar a cada quien y cuando él quiere, aun sin el ministerio externa, que es una cosa que pertenece a su poder”, Segunda confesión helvética, capítulo 1, en el año 1566 (calvinistas suizos).
“El beneficio de la muerte de Cristo... se extiende... aun a aquellos que son excluidos inevitablemente de este conocimiento. Aun estos pueden compartir del beneficio de su muerte, aunque son ignorantes de la historia, si permiten su gracia de obrar en sus corazones”, John Wesley (el fundador del metodismo en el siglo XVIII), Cartas 2:118.

## Nuevo Testamento
- En el Evangelio de Marcos Jesús sale de Jerusalén y va camino a la región de Tiro y de Sidón. Esta historia se repite, con algunas alteraciones, en Mateo, quien agrega que "glorificaban al Dios de Israel".

La fe de la mujer sirofenicia

 Levantándose de allí, se fue a la región de Tiro y de Sidón; y entrando en una casa, no quiso que nadie lo supiese; pero no pudo esconderse. Porque una mujer, cuya hija tenía un espíritu inmundo, luego que oyó de él, vino y se postró a sus pies. La mujer era griega, y sirofenicia de nación; y le rogaba que echase fuera de su hija al demonio. Pero Jesús le dijo: Deja primero que se sacien los hijos, porque no está bien tomar el pan de los hijos y echarlo a los perrillos. Respondió ella y le dijo: Sí, Señor; pero aun los perrillos, debajo de la mesa, comen de las migajas de los hijos. Entonces le dijo: Por esta palabra, ve; el demonio ha salido de tu hija. Y cuando llegó ella a su casa, halló que el demonio había salido, y a la hija acostada en la cama.
La fe de la mujer cananea

Y he aquí una mujer cananea que había salido de aquella región clamaba, diciéndole: ¡Señor, Hijo de David, ten misericordia de mí! Mi hija es gravemente atormentada por un demonio. Pero Jesús no le respondió palabra. Entonces acercándose sus discípulos, le rogaron, diciendo: Despídela, pues da voces tras nosotros. El respondiendo, dijo: No soy enviado sino a las ovejas perdidas de la casa de Israel. Entonces ella vino y se postró ante él, diciendo: ¡Señor, socórreme! Respondiendo él, dijo: No está bien tomar el pan de los hijos, y echarlo a los perrillos. Y ella dijo: Sí, Señor; pero aun los perrillos comen de las migajas que caen de la mesa de sus amos. Entonces respondiendo Jesús, dijo: Oh mujer, grande es tu fe; hágase contigo como quieres. Y su hija fue sanada desde aquella hora.

Jesús sana a muchos

Pasó Jesús de allí y vino junto al mar de Galilea; y subiendo al monte, se sentó allí. Y se le acercó mucha gente que traía consigo a cojos, ciegos, mudos, mancos, y otros muchos enfermos; y los pusieron a los pies de Jesús, y los sanó; de manera que la multitud se maravillaba, viendo a los mudos hablar, a los mancos sanados, a los cojos andar, y a los ciegos ver; y glorificaban al Dios de Israel.
Marcos 7:24-30 y Mateo 15:21-28

En la Epístola a Tito, vemos que Pablo de Tarso se refiere a "la fe de los escogidos de Dios" y trata de "contumaces, habladores de vanidades y engañadores" y "abominables y rebeldes" a los rabinos. Con tal motivo, le ordena "repréndelos duramente [a los cretenses], para que sean sanos en la fe y no presten atención a mitos Judaicos, ni a mandamientos de hombres que se apartan de la verdad".

Salutación

Pablo, siervo de Dios y apóstol de Jesucristo, conforme a la fe de los escogidos de Dios y el conocimiento de la verdad que es según la piedad, en la esperanza de la vida eterna, la cual Dios, que no miente, prometió desde antes del principio de los siglos, y a su debido tiempo manifestó su palabra por medio de la predicación que me fue encomendada por mandato de Dios nuestro Salvador, a Tito, verdadero hijo en la común fe: Gracia, misericordia y paz, de Dios Padre y del Señor Jesucristo nuestro Salvador.

Requisitos de ancianos y obispos

[...] Porque hay aún muchos contumaces, habladores de vanidades y engañadores, mayormente los de la circuncisión, a los cuales es preciso tapar la boca; que trastornan casas enteras, enseñando por ganancia deshonesta lo que no conviene. Uno de ellos, su propio profeta, dijo: Los cretenses, siempre mentirosos, malas bestias, glotones ociosos. Este testimonio es verdadero; por tanto, repréndelos duramente, para que sean sanos en la fe y no presten atención a mitos Judaicos, ni a mandamientos de hombres que se apartan de la verdad. Todas las cosas son puras para los puros, mas para los corrompidos e incrédulos nada les es puro; pues hasta su mente y su conciencia están corrompidas. Profesan conocer a Dios, pero con los hechos lo niegan, siendo abominables y rebeldes, reprobados en cuanto a toda buena obra.

- Hechos de los Apóstoles 17 nos muestra a Pablo que, "como acostumbraba", intenta convencer a los judíos de la cristiandad de Jesús de ciudad en ciudad, de sinagoga en sinagoga. Así mismo, predicaba a los griegos creyentes en otros dioses y a epicúreos y estoicos por igual. La escritura cuenta que al llegar a Atenas "su espíritu se enardecía viendo la ciudad entregada a la idolatría".

## Teólogos inclusivistas
- Siglo XVII: John Milton (Christian Doctrine, 1.17 y 1.20)

- Siglo XIX: Matthew Henry (Exposition of the Old and New Testament, 6 vols. 1829-29 reprint, New York: Fleming h. Revell, n.d., 6:33). y el presbiteriano A. T. Pierson (The Crisis of Mission: Or the Voice out of the Cloud, New York: Carter & Brothers, 1886, p. 297)

- Siglo XX: El teólogo bautista Augustus Strong (Systematic Theology, 1907, p. 842)

- Teólogos actuales: John R. W. Stott (David Edwards and John R.W. Stott, Evangelical Essentials: A Liberal-Evangelical Dialogue, Downers Grove, IL: InterVarsity Press, 1988, p. 327) y John Sanders (No Other Name: An Investigation into the Destiny of the Unevangelized Eerdmans Pub Co., 1992)